# چوی یو-سام
چوی یو-سام (انگلیسی: Choi Yo-sam؛ ۱۶ مارس ۱۹۷۳ – ۳ ژانویهٔ ۲۰۰۸) بوکسور اهل کره جنوبی بود.